# Schmalflügelige Bandeule

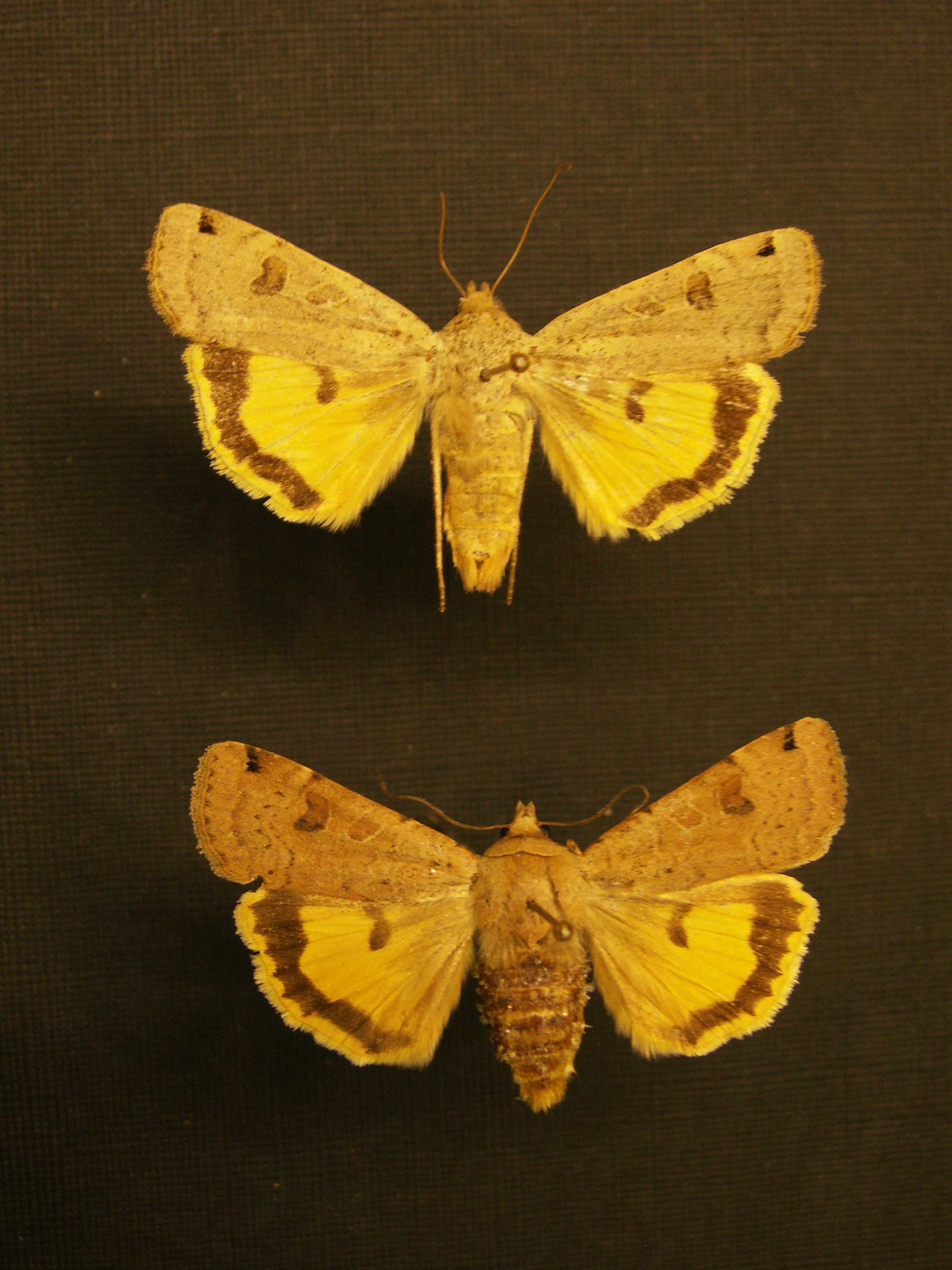
Männchen und Weibchen der Schmalflügeligen Bandeule (Präparat)

Die Schmalflügelige Bandeule (Noctua orbona), auch Graubraune Bandeule, Kleine Bandeule, Heckenkräuterflur-Bandeule oder Trockenwald-Bandeule genannt, ist ein Schmetterling aus der Familie der Eulenfalter (Noctuidae).

## Merkmale
Die Falter haben eine Flügelspannweite von 33 bis 45 Millimeter. Die Grundfarbe der Vorderflügeloberseite variiert von hellbraun bis zu rötlich braun. Am Vorderrand am Ende der Wellenlinie befindet sich ein typischer tiefschwarzer Costalfleck. Ring- und Nierenmakel sind gewöhnlich deutlich gezeichnet und hell umrandet. Die Querlinien sind meist zu sehen und dunkler als die Grundfarbe. Bei manchen Exemplaren ist auch ein Mittelschatten vorhanden. Die Vorderflügel sind verhältnismäßig schmal.
Die gelben Hinterflügel weisen ein relativ schmales, schwarzes Saumband und einen relativ kleinen, halbmondförmigen, schwarzen Diskalfleck auf.
Das halbkugelige Ei mit abgeflachter Basis ist zunächst weißlich und färbt sich kurz vor dem Schlüpfen der Eiraupen orange. Die Oberfläche ist gerippt.
Die Färbung der Raupe variiert von ockergelb bis braungrau. Sie besitzt auf dem Rücken drei weißliche Rückenlinien. Zwischen den Rückenlinien ist auf jedem Segment ein schwarzer, länglicher Fleck entwickelt. Die Raupe ist an den Seiten heller gefärbt mit einem breiten rötlich grauen Seitenstreifen. Auf dem Afterschild ist ein schwarzer, gelb gerandeter Fleck ausgebildet. Der bräunliche Kopf weist ein feines Netzmuster und zwei dunkle Bogenstreifen auf. Der Halsschild ist ebenfalls bräunlich und zeigt drei helle Längslinien.
Die Puppe ist glänzend braun bis braunrot.

### Ähnliche Arten
Noctua orbona besitzt am Ende der Wellenlinie am Vorderrand des Vorderflügels einen tiefschwarzen Costalfleck, der Noctua comes fehlt oder der sehr verwaschen hell- oder dunkelbraun ist. Die Vorderflügel sind bei Noctua orbona schmaler als bei Noctua comes. Auf den Hinterflügeln ist das randliche, schwarze Bande bei Noctua comes breiter und der Diskalfleck ist größer aber auch etwas verwaschener als bei N. orbona.

## Geographische Verbreitung und Lebensraum
Die Art ist in Nordafrika (Marokko bis Libyen), West-, Mittel- und Südeuropa, im Norden bis Schottland, Südnorwegen, Mittelschweden und Südfinnland beheimatet. Von dort zieht sich das Verbreitungsgebiet über das Baltikum quer durch Russland zum Ural. In Asien erstrecken sich die südlichen Nachweise von der Türkei, Syrien, Libanon, Irak und etwas fraglich bis Iran, Afghanistan und Nordindien. Das Verbreitungsgebiet zieht sich im Norden bis Kasachstan, Turkmenistan, Tadschikistan, Kirgisistan und Usbekistan. Die Falter werden aber gelegentlich auch weit außerhalb ihres eigentlichen Areals gefunden, da sie oft weit wandern.
Das Areal umfasst lichte Wälder und Heiden mit sandigem Boden. Sie fehlt aber in den höheren Lagen der Gebirge.

## Lebensweise
Die  Schmalflügelige Bandeule bildet eine Generation pro Jahr, deren Falter von Juni bis September fliegen. Sie gelten als sehr wanderfreudig. Die Falter legen im Juli bis Anfang August eine Sommerruhe ein. Sie sind nachtaktiv und kommen an künstliche Lichtquellen. Sie besuchen Blüten und lassen sich auch ködern. Die Raupen finden sich ab September bis zum Mai des darauf folgenden Jahres. Die nachtaktiven Raupen leben versteckt in der Krautschicht. Sie ernähren sich von verschiedenen niedrigen Pflanzenarten, wie Gräsern und krautigen Pflanzen. In der Literatur finden sich folgende Angaben:
- Silbergras (Corynephorus canescens)
- Gewöhnliches Knäuelgras (Dactylis glomerata)
- Kriech-Quecke (Agropyron repens)
- Rohr-Schwingel (Festuca arundinacea)
- Scharfer Hahnenfuß (Ranunculus acris)
- Kriechender Hahnenfuß (Ranunculus repens)
- Kriechendes Fingerkraut (Potentilla reptans)
- Echte Schlüsselblume (Primula veris)
- Gewöhnliche Vogelmiere (Stellaria media)
- Primeln (Primula spec.)
- Löwenzahn (Taraxacum spec.)
- Ginster (Genista)
- Klee (Trifolium spec.)

Die Raupe überwintert. Die Verpuppung erfolgt in einer Erdhöhle.

## Gefährdung
Die Art gilt in Deutschland als gefährdet (Kategorie 3). In Nordrhein-Westfalen wird sie sogar als stark gefährdet angesehen. In Österreich ist die Art aus allen Bundesländern gemeldet aber selten geworden.